# Aeroportul Municipal Iowa City
Aeroportul Municipal Iowa City (IATA: IOW, ICAO: KIOW, FAA LID: IOW) este un aeroport din Iowa, Statele Unite ale Americii. Aeroportul a fost tranzitat în 2019 de 1.052 de pasageri.
Situat la o altitudine de 208 m, aeroportul dispune de 2 piste.

## Infrastructură

### Piste
Aeroportul dispune de 2 piste. Pista 07/25 are suprafața de beton și dimensiunile 5.002 picioare × 100 picioare. Pista 12/30 are suprafața de beton și dimensiunile 3.900 picioare × 75 picioare. 